# Podocarpus micropedunculatus
Podocarpus micropedunculatus — вид хвойних рослин родини подокарпових.

## Поширення, екологія
Країни поширення: Бруней-Даруссалам; Індонезія; Малайзія (Сабах, Саравак). В основному росте у вигляді невеликого дерева або чагарника в підліску рівнинних лісів Agathis. Інші пов'язані види включають Dryobalanops rappa і Shorea albida. Цей вид може розмножуватися з кореневищ — незвичайна особливість для хвойних. Його вогнестійкість невідома.

## Використання
Використання не зафіксовано для цього виду.

## Загрози та охорона
У більшій частині ареалу, лісозаготівлі та перетворення лісів для альтернативного використання, наприклад, плантацій олійних пальм, швидше за все, мали певний вплив. Цей вид росте в Marudi Forest Reserve і Kimanis and Mandahan Forest Reserves.